# 吳謙 (萬曆進士)
吳謙（1545年—？），字原豫，四川瀘州人，民籍。

## 生平
二月初一日生，行四，治《書經》，由州學生中式嘉靖四十三年（1564年）甲子科四川鄉試第六十五名舉人，年三十歲中式萬曆二年（1574年）甲戌科會試第一百八十名，第三甲第八十七名進士。十六年七月由户部郎中升雲南副使。

## 家族
曾祖吳伯洪；祖吳自良；父吳鵬翼；母胡氏。永感下，妻丘氏，兄詔；講，弟讓。